# Karl Kinzl (Politiker, 1916)
Karl Kinzl (* 6. Oktober 1916 in Schärding; † 4. August 1977 in Wels) war ein österreichischer Politiker (ÖVP) und Landwirt. Er war von 1955 bis 1966 Abgeordneter zum Oberösterreichischen Landtag und von 1966 bis 1977 Abgeordneter zum Nationalrat.
Kinzl besuchte die Volks- und Hauptschule in Schärding und rückte 1937 zum Bundesheer ein. Er wurde in der Folge in die Wehrmacht übernommen und diente während des gesamten Zweiten Weltkrieges, zuletzt als Sanitätsfeldwebel, in der Armee. Nach dem Ende des Krieges wurde Kinzl noch 1945 Gemeinderat von Schärding, dem er bis zu seinem Tod angehören sollte. Er heiratete 1946 Maria Zauner, die Tochter eines Landwirts, wobei das Ehepaar fünf Söhne und zwei Töchter bekam. Kinzl, der eine kleine Landwirtschaft führte, engagierte sich zunehmend in verschiedenen landwirtschaftlichen Selbsthilfeorganisationen und wurde 1958 Aufsichtsrat in der Raiffeisenkasse Schärding. 1964 übernahm er dort die Funktion des Obmanns. Ein Jahr später wurde er in den Vorstand der Raiffeisen-Zentralkasse für Oberösterreich gewählt, zudem war er Obmann-Stellvertreter der Oberösterreichischen Warenvermittlung und der Lagerhausgenossenschaft Schärding. Ab 1966 gehörte er auch dem Raiffeisenverband Oberösterreich als Vorstandsmitglied an. Daneben war Kinzl ab 1960 als Ortsbauernobmann aktiv und wirkte ab 1963 als Obmann des Kleinhäuslerbundes.
Kinzl vertrat die ÖVP zwischen dem 19. November 1955 und dem 18. März 1966 im Oberösterreichischen Landtag und war danach vom 30. März 1966 bis zum 4. August 1977 Abgeordneter zum Nationalrat. Zudem war er von 1961 bis 1977 Kammerrat der Landwirtschaftskammer für Oberösterreich und von 1961 bis 1967 deren Vizepräsident.

## Auszeichnungen
- Großes Silbernes Ehrenzeichen für Verdienste um die Republik Österreich